# قانون اساسی انگلیسی
قانون اساسی انگلیسی نام کتابی است اثر والتر بجت نویسندهٔ اهل انگلستان که نخستین بار بین سال‌های ۱۸۶۵ تا ژانویه ۱۸۶۷ میلادی به صورت سلسله مقالات در یکی از مجله‌های معتبر انگستان به نام دوهفته‌نامه (به انگلیسی: The Fortnightly Review) چاپ می‌شد و سپس در سال ۱۸۶۷ به صورت کتاب منتشر گردید. بجت در این کتاب به بررسی قانون اساسی انگلستان، به ویژه عملکرد پارلمان و نظام پادشاهی بریتانیا و همچنین تضاد بین دولت انگلیس و آمریکا می‌پردازد.